# Glaresis porrecta
Glaresis porrecta är en skalbaggsart som beskrevs av Semenov och Medvedev 1932. Glaresis porrecta ingår i släktet Glaresis, och familjen Glaresidae. Inga underarter finns listade.